# Dietmar II di Salisburgo
Dietmar II di Salisburgo (... – 28 luglio 1041) è stato un arcivescovo cattolico tedesco, arcivescovo di Salisburgo dal 1025 fino alla morte. È conosciuto anche con i nomi di Theotmar o Thietmar.

## Biografia
Dietmar venne consacrato arcivescovo il 21 dicembre 1025. Nel 1027 fu il primo arcivescovo a ricevere il permesso di prendere decisioni riguardanti la sua diocesi al posto del papa, nei casi urgenti che non ammettevano alcuna dilazione. Collegato a questa facoltà c'era il diritto di utilizzare una croce processionale e un cavallo bardato di rosso nei giorni festivi. Da quest'ultimo diritto si sviluppò in seguito la dignità legatizia degli arcivescovi di Salisburgo (che avrebbero portato il titolo di legati nati).
Nel 1027 Dietmar fece parte del seguito del re Corrado II il Salico, il quale si recò a Roma per essere incoronato imperatore da papa Giovanni XIX. In tale occasione Dietmar prese parte al sinodo che si tenne il 6 aprile 1027. L'imperatore ricompensò i servigi di Dietmar donandogli due possedimenti forestali nell'Alta Baviera e l'ampio appezzamento boscoso sulle rive della Salzach che si estendeva a sud della città di Salisburgo fino a Schwarzenbach presso Golling (nel quale fino ad allora l'arcivescovo di Salisburgo aveva avuto dei semplici diritti di caccia e pesca).
Dietmar si incontrò con il successore di Corrado II, Enrico III, appena qualche mese dopo che quest'ultimo era salito al trono imperiale nel 1039. Nel 1040 accompagnò il giovane sovrano nella campagna contro il duca Bretislao I di Boemia, campagna che si concluse con la sconfitta riportata nella battaglia di Brudek. Dietmar morì poco dopo.